# Harpalus erythropus
Harpalus erythropus är en skalbaggsart som beskrevs av Pierre François Marie Auguste Dejean. Harpalus erythropus ingår i släktet Harpalus och familjen jordlöpare. Inga underarter finns listade i Catalogue of Life.